# Martin Ehrenhauser
Martin Ehrenhauser (ur. 18 września 1978 w Linzu) – austriacki polityk, poseł do Parlamentu Europejskiego VII kadencji.

## Życiorys
Kształcił się na Uniwersytecie w Linzu, następnie na uczelniach wyższych w Innsbrucku i brytyjskim Loughborough. Odbył staże zawodowe w Berlinie i Bejrucie. Pracował w Brukseli jako dyrektor biura europosła Hansa-Petera Martina. Publikował artykuły dotyczące Europejskiej Polityki Bezpieczeństwa i Obrony.
W wyborach w 2009 z Listy Hansa Petera Martina uzyskał mandat eurodeputowanego VII kadencji. Pozostał posłem niezrzeszonym, przystąpił do Komisji Kontroli Budżetowej.